# Фаша Пјана (Империја)
Фаша Пјана је насеље у Италији у округу Империја, региону Лигурија.
Према процени из 2011. у насељу је живело 73 становника. Насеље се налази на надморској висини од 395 м.